# Letiště Strakonice
Letiště Strakonice (ICAO: LKST) je vnitrostátní veřejné civilní letiště v jižních Čechách – Strakonicích s nepravidelným provozem, umístěné na vyvýšenině mezi řekami Otavou a Volyňkou. Slouží sezónně především pro rekreační účely – seskoky padákem, vyhlídkové lety a pilotní výcvik, dále také pro letecké snímkování, práce v zemědělství a lesním hospodářství, záchranný systém a výsadkové lety. Letiště využívají také firmy či soukromníci z Česka i ciziny. Zde sídlící aeroklub Strakonice je hlavním subjektem provozující letovou činnost na letišti. Mimo sezónu plochu letiště obývá sysel obecný, který zde zdomácněl a vedení letiště s ním žije v souladu. Na letišti se nachází občerstvení a ubytování.

## Historie
První zájemce o létání ve Strakonicích sdružila místní pobočka MLL (Masarykovy letecké ligy) v roce 1925. Pobočku založil profesor strakonického reálného gymnázia Miloš Veber společně s jedním ze studentů – Šimkem. Prvním předsedou MLL se stal nakrátko primář MUDr. Jiří Fifka, pozdější starosta města, poté převzal jeho pozici ing. Bartoš. Po krátkém útlumu činnosti pobočky byla MLL ve Strakonicích obnovena v roce 1931 přičiněním Jana Vondryse a Karla Pixy.

## Provozní údaje

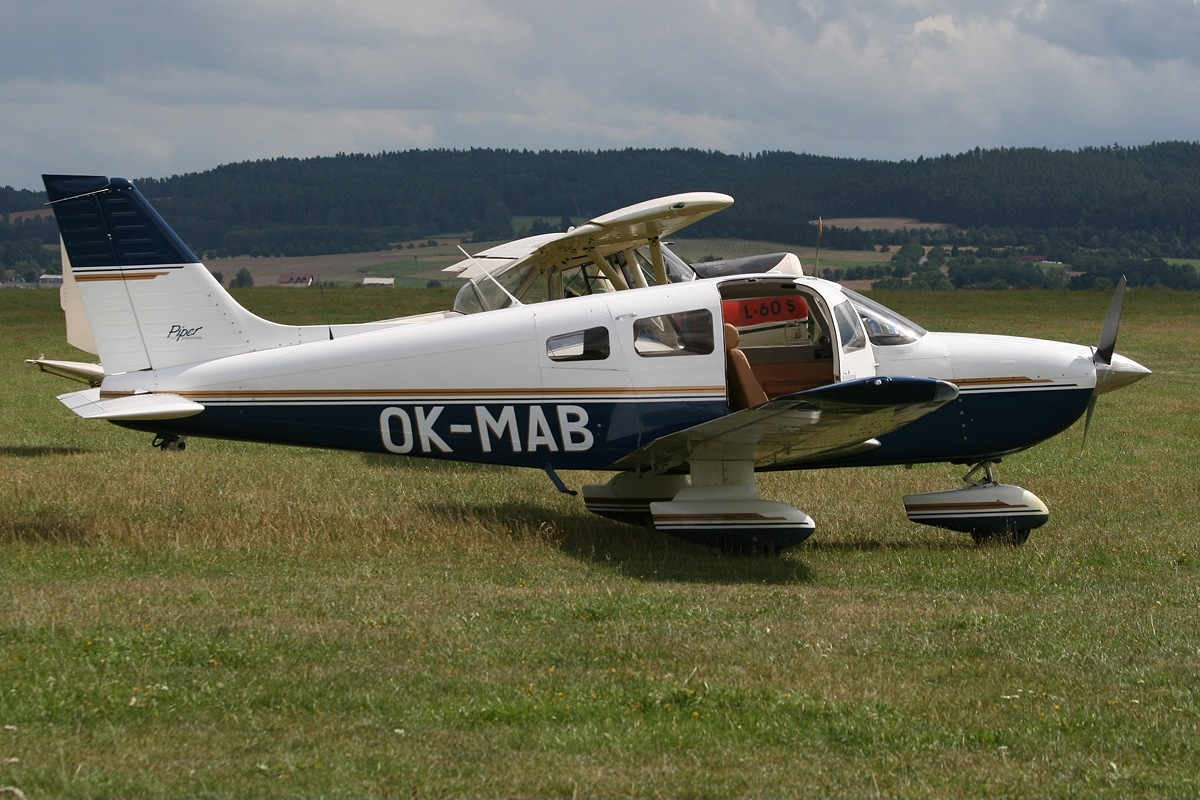
Soukromý Piper PA-28-181 Archer III na Letišti Strakonice v létě roku 2008

Mohou ho využívat malé letouny (velikosti až Antonov An-2, Lockheed L-10A), kluzáky, motorové kluzáky, vrtulníky a ultralehká letadla.
- Provozní použitelnost – přístupné pouze za denních VFR podmínek

- Hangárování – je možné, 130 Kč/den (2016)
- Nadmořská výška – 420 m n. m.
- Volací frekvence – 118,760 MHz

### Přistávací dráhy
Strakonické letiště má dvě přistávací a vzletové dráhy, pouze jedna je v provozu. První a jediná otevřená RWY 13/31 je situována na jižní stranu letiště a má rozměry 700 × 10 m, v roce 2011 zpevněná černými plastovými rošty za 1,8 milionů Kč (původně měla být asfaltová ale občané sousedních Munětic vyvolali petici). Travnatá dráha 03/21 s rozměry 900 × 100 metrů je uzavřena.